# Rodolfo Mattarollo
Rodolfo Mattarollo (Buenos Aires, Argentina 1939- 18 de junio de 2014) fue un abogado argentino que colaboró en la defensa de los derechos humanos tanto en Argentina como en otros países. Fue autor de numerosas publicaciones relacionadas con la temática de los derechos humanos y el derecho internacional en su país y en el exterior. También se destacó en su labor como periodista, escritor y poeta.

## Biografía
Rodolfo Mattarollo fue un abogado, egresado de la Universidad de Buenos Aires, y diplomado en estudios superiores especializados en organización política, administrativa y social de la Universidad de París I Panthéon-Sorbonne. Desde la década de los setenta, Rodolfo Mattarollo defendió presos políticos y sindicales durante la dictadura militar de Alejandro Agustín Lanusse, y ejerció el periodismo militante, dirigiendo desde 1972 el quincenario militante Nuevo Hombre. Estas actividades le obligaron a exiliarse en Europa durante la dictadura militar que tomó el poder el 24 de marzo de 1976.
Durante su exilio político en Francia fue miembro fundador en la Comisión Argentina de Derechos Humanos (CADHU) desde 1976 a 1983 y Jefe de la División del África Subsahariana en la Oficina Francesa de Protección de Refugiados y Apátridas (OFPRA) desde 1982 hasta 1984. Fue asesor de derechos humanos en la Misión de Observación de las Naciones Unidas en El Salvador (ONUSAL) desde julio de 1991 hasta septiembre de 1992. Fue Consultor Jurídico Internacional en la Oficina del Fiscal Especial del gobierno de transición de Etiopía desde noviembre de 1993 hasta junio de 1995. Encabezó dos misiones de asesoramiento en materia de derechos humanos para el Ministerio de Justicia en Bolivia por parte de la Oficina del Alto Comisionado de las Naciones Unidas para los Derechos Humanos (OACDH) en 1995 y 1996. Del 1 de marzo de 1996 al 15 de marzo de 2000 fue director Ejecutivo Adjunto de la Misión Civil Internacional OEA-ONU en Haití (MICIVIH). Más tarde fue Jefe de la Sección de Derechos Humanos de la Misión de las Naciones Unidas en Sierra Leona (UNAMSIL) entre febrero de 2001 y junio de 2003.
Desde el 2 de julio de 2003 se desempeñó como Jefe de Gabinete de la Secretaría de Derechos Humanos de la Nación en Argentina y el 30 de junio de 2005 asumió como Subsecretario de Promoción y Protección de Derechos Humanos de la Secretaría, bajo la administración de Eduardo Luis Duhalde, quien fue secretario de Derechos Humanos hasta su fallecimiento el 3 de abril de 2012.
Rodolfo Mattarollo también ha ejercido como profesor de derecho internacional público en la Facultad de Derecho de la Universidad Nacional de Lomas de Zamora y en el Instituto de Integración Latinoamericana de la Universidad Nacional de La Plata y ha sido profesor invitado en la Universidad de París V René Descartes.
Como escritor publicó libros de poesía y notas de crítica literaria en las revistas Los Libros de Buenos Aires y en la Revista de la Universidad Nacional Autónoma de México.

## Obra
- Poesía
  - Poesía africana de hoy (Antología y traducción, Ed. Sudamericana, Buenos Aires).
  - El mundo de Haroldo Conti (Ed. Galerna, Buenos Aires).
  - La Izquierda y La Tablada (1989), con Alberto Kohen, Ediciones Cuadernos de Ideas.
  - El violín se toca con la izquierda: poesía, prosa, 1966-1990 (1990), Editorial Contrapunto, ISBN 950-47-0023-3, Buenos Aires.
  - Informe sobre auroras boreales y otros relatos (2001), ilustrado por León Ferrari.
  - Lección de tinieblas. Una historia de aprendizaje (2010), Ediciones Al Margen.
  - Otros tiempos (2013), Ediciones Colihue.
- Jurisprudencia
  - Por la vida y la paz de los pueblos centroamericanos (1991), CODEHUCA, San José, Costa Rica.
  - El problema de la violación de los derechos humanos por agentes no estatales frente al derecho internacional (1992), Instituto Interamericano de Derechos Humanos, San José, Costa Rica.
  - "La Jurisprudencia Argentina Reciente y los Crímenes de Lesa Humanidad", La Revista, Comisión Internacional de Juristas, julio de 1001, n.º 62-63, Ginebra: 2001, pp. 31-32.
  - "Truth Commissions," Post-Conflict Justice, Ed. M. Cherif Bassiouni (Ardsley, NY: Transnational Publishers, 2002).
- Otras
  - La "Prolétarisation" dans le mouvement révolutionnaire argentin en 1970 (1980).
  - Estrategia represiva de la dictadura militar: la doctrina del "paralelismo global" (2006), con Emilio Fermín Mignone, Julio Cortázar y Augusto Conte McDonnell, Ediciones Colihue.